# Christie's
Christie's je světový aukční dům obchodující původně s předměty umělecké činnosti a výtvarného umění. V současné době má čtyři centrály: Londýn, New York, Paříž a Hongkong; obchoduje rovněž s technickými památkami a sběratelskými kuriozitami.

## Historie
Oficiální zdroje společnosti uvádějí, že zakladatel James Christie provedl první prodej v Londýně, 5. prosince 1766 a nejstarší aukční katalog společnosti je z prosince 1766.

## Současnost
Kromě aukčních síní Christie's provozuje vzdělávací centrum a chemicko-technologickou laboratoř k analýze artefaktů nabídnutých do prodeje. Kolektiv jeho znalců poskytuje zákazníkům bezplatné poradenství. Společnost má své obchodní zastoupení v desítkách zemí včetně České republiky.
Odnož aukčního domu Christie's Real Estate obchoduje s realitami a provozuje síť luxusních hotelů.

## Galerie

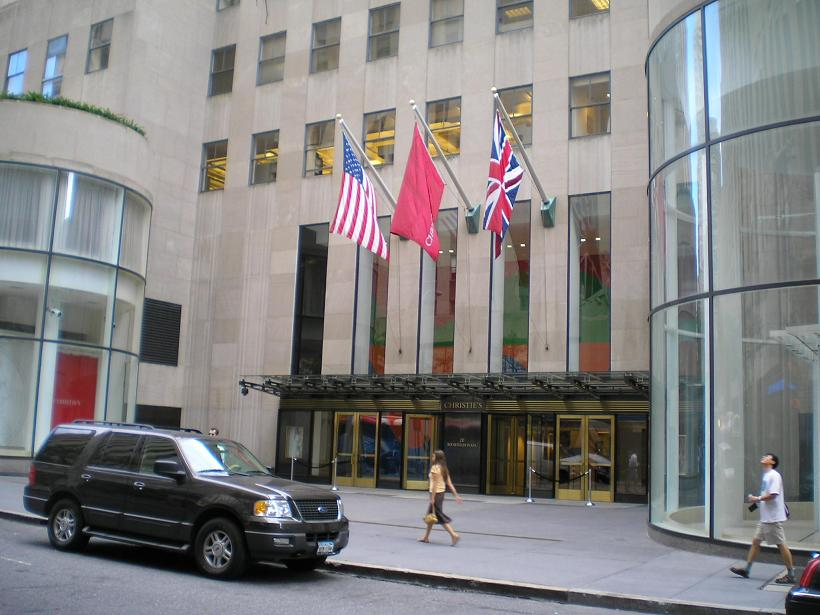
Americká pobočka Christie's v Rockefellerově Centru, New York
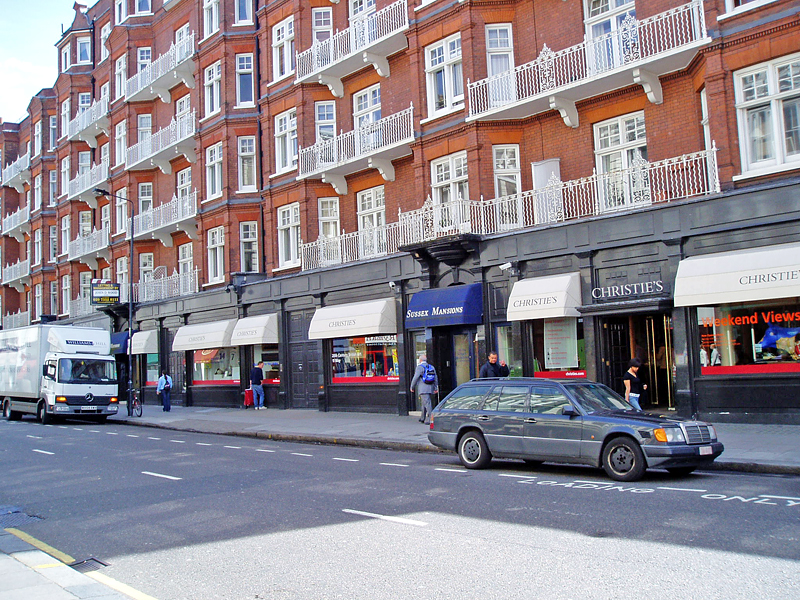
Christie's, Londýn, South Kensington
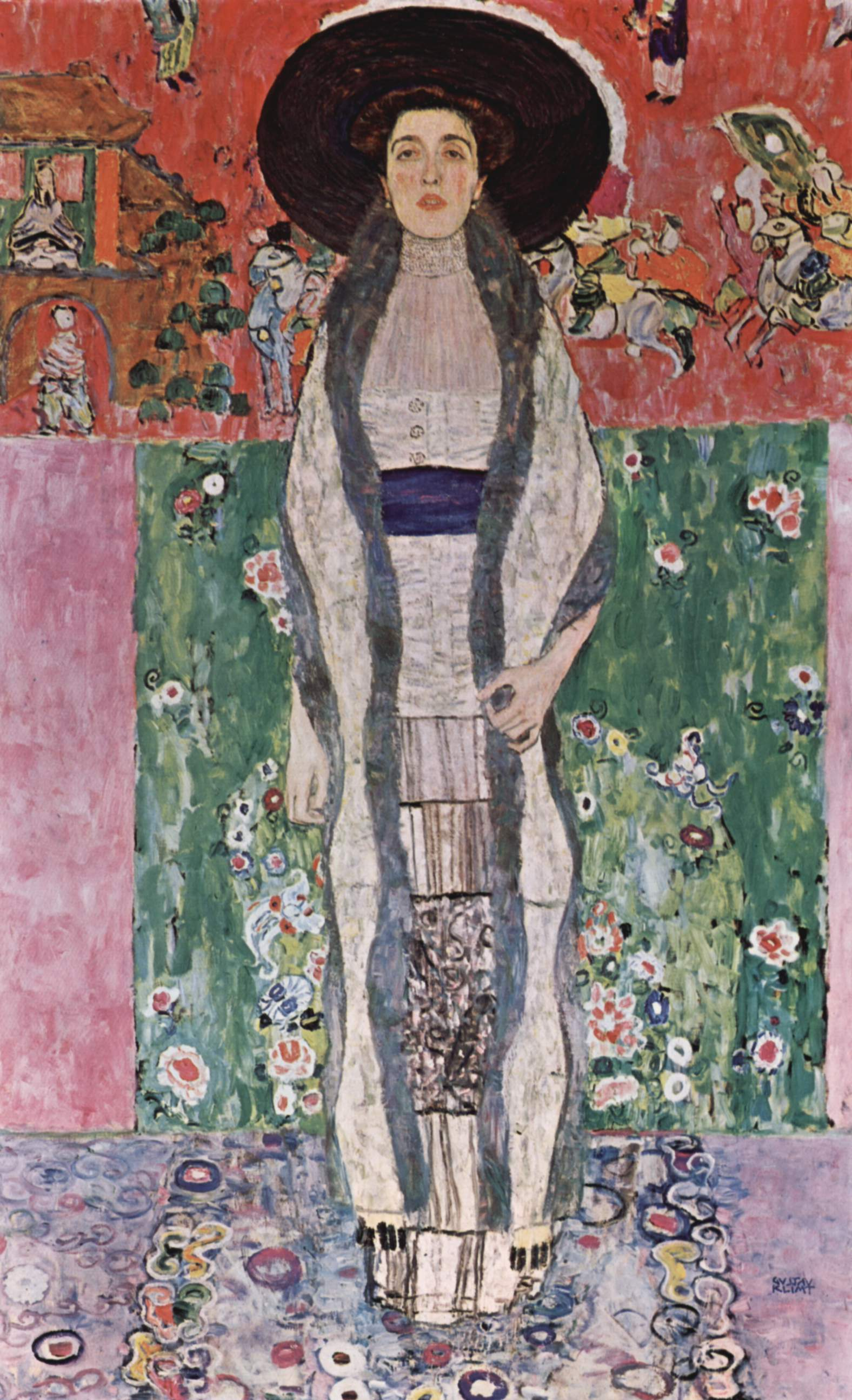
Gustav Klimt: Portrét Adély Bloch-Bauerové, prodán za 87,9 milionu USD v roce 2005
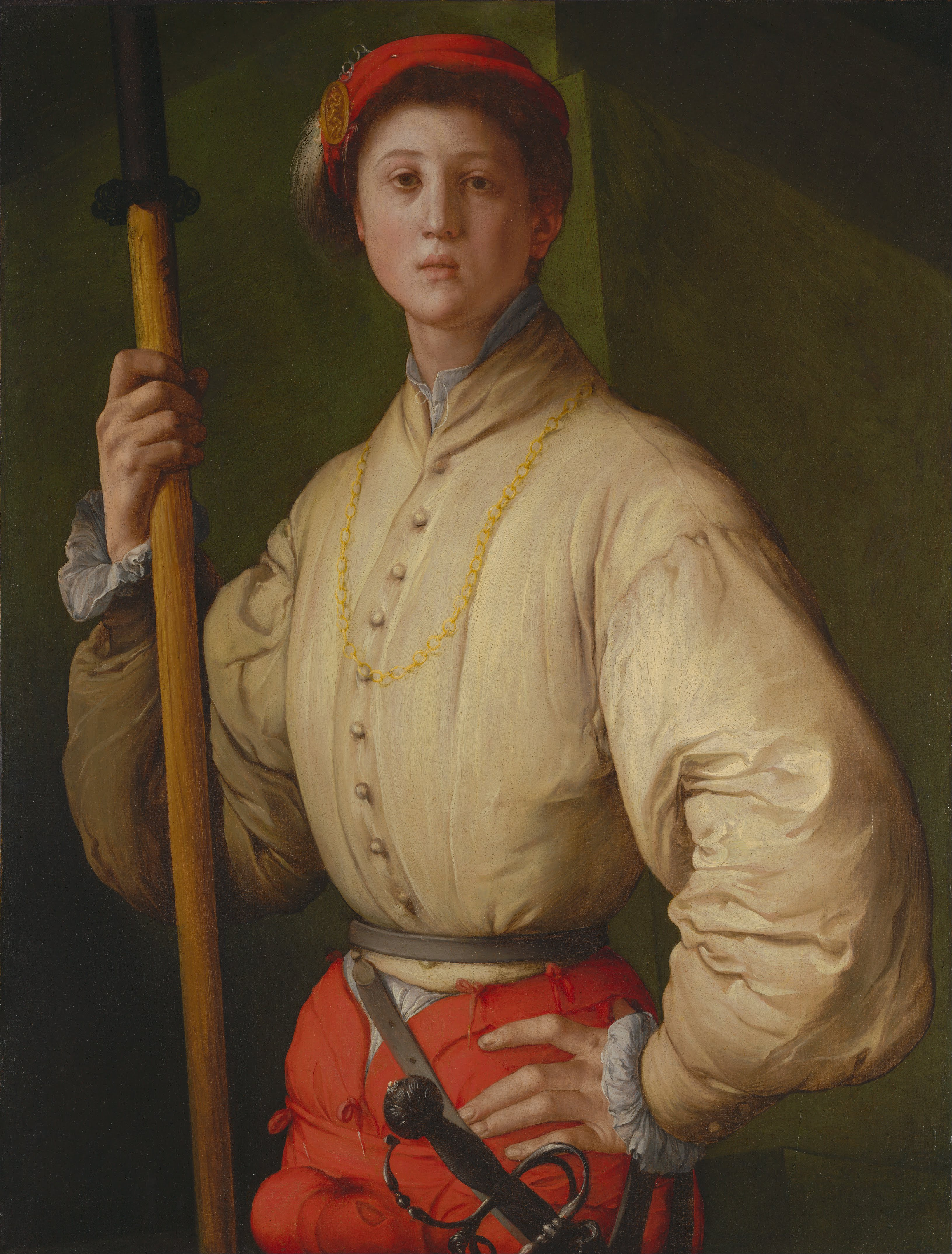
Pontormo, Portrét halapartníka, 1528-1530; Prodán za 35,2 milionu USD v roce 1989. (J. Paul Getty Museum, Los Angeles)
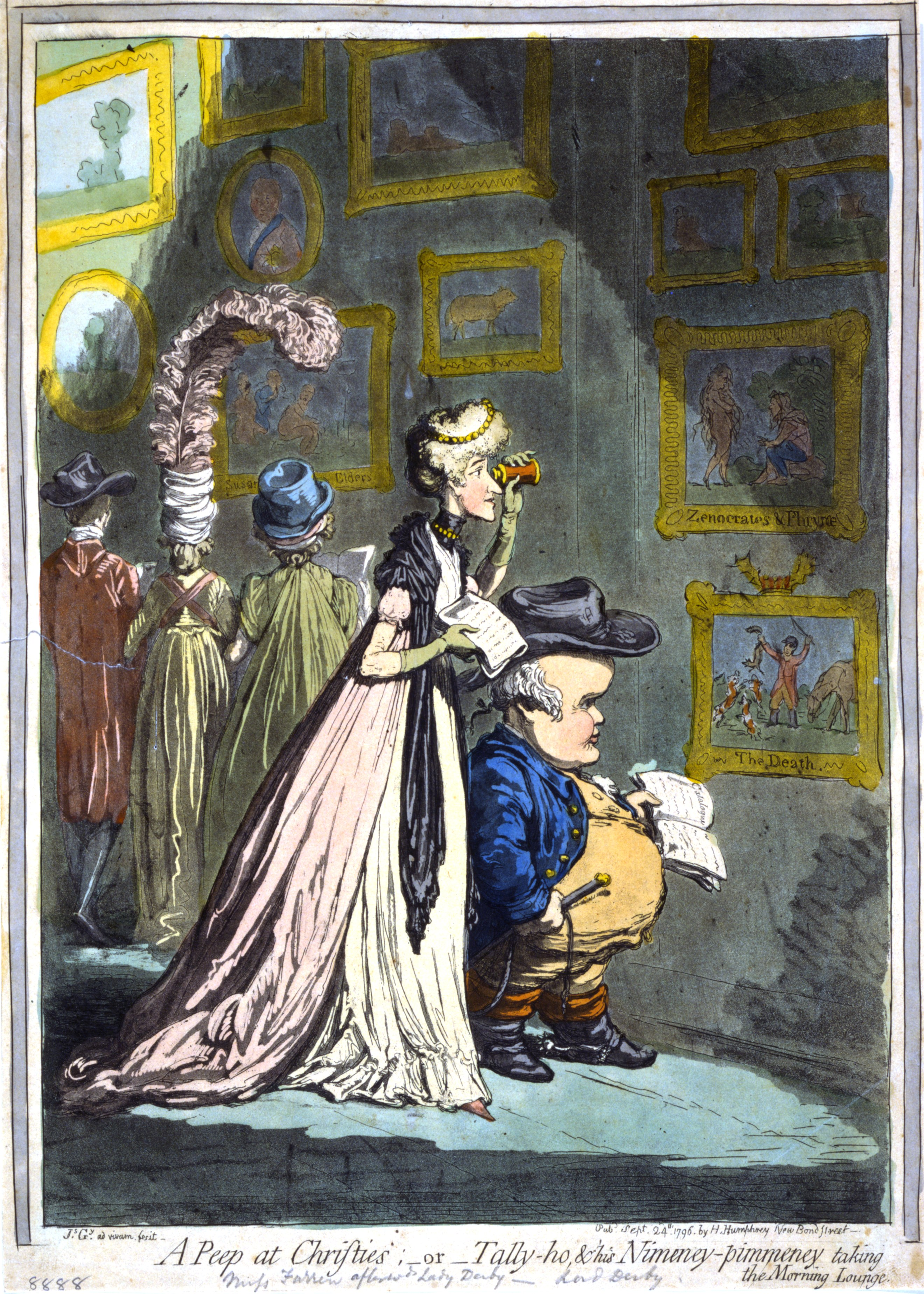
Litografie A Peep at Christies' (1796), James Gillray karikuje herečku Elizabeth Farrenovou a hraběte Lorda Derbyho při zkoumání obrazů, které odpovídají jejich vkusu a výšce